# Шаховская (станция)
Шаховска́я — железнодорожная станция Рижского направления Московской железной дороги в одноимённом пгт одноимённого городского округа Московской области. Открыта в 1901 году на Московско-Виндавской железной дороге.

## История
День рождения станции стал днём рождения посёлка (посёлок городского типа с 1958 года, административный центр Шаховского района Московской области) Шаховская, в котором расположена станция. Станция IV класса Шаховская была названа в честь княгини Евгении Федоровны Шаховской-Глебовой-Стрешневой, которая передала свои земли под строительство станции и посёлка.
В 1990—1991 году однопутный участок от Волоколамска до Шаховской был электрифицирован постоянным током, с 28 марта 1991 года стали ходить прямые электропоезда от Москвы. До этого некоторое время прямые электропоезда шли собственным ходом до Волоколамска, далее до Шаховской на тепловозной тяге.

## Описание
Входит в Московско-Смоленский центр организации работы железнодорожных станций ДЦС-3 Московской дирекции управления движением. По основному характеру работы является промежуточной, по объёму работы отнесена к 4 классу.
Пассажирское сообщение осуществляется электропоездами постоянного тока от станции Москва-Рижская и платформы Стрешнево (при сокращении маршрутов), дизель-поездами до станций Ржев, Муравьёво. Турникетами не оборудована. До 2021 года являлась самой дальней конечной станцией для электропоездов Рижского направления московской пригородной зоны, до открытия движения до станции Муравьёво. В 300 метрах к западу от высокой платформы, у входного светофора станции контактная сеть заканчивается. Рядом с западной горловиной имеется тупик для отстоя электропоездов.
Всего на станции 4 транзитных пути (I главный, № 2, 3, 4), 3 тупиковых и подъездные пути ППЖТ. Электрифицирован только один путь, ближайший к вокзалу. Все поезда, кроме электропоездов из Москвы, следуют через станцию на тепловозной тяге.
Время движения от Рижского вокзала — от 3 часов 2 минут. Платформа высокая, боковая, у северного пути № 2а. Имеется пешеходный мост. Ранее без остановки через станцию проходили поезда дальнего следования Москва — Великие Луки и Москва — Псков (до 2021 года), а также Москва — Рига (до 2020 года).
Станция является стыковой междудорожной (передаточной) между Московской (Московско-Смоленский регион) и Октябрьской (Московский регион) железными дорогами. Граница проходит к западу от станции на однопутном перегоне к разъезду Муриково, на отметке 155,0 км (граница станции и конец электрификации на 154,75 км). Перегон далее на запад относится к ОЖД, не электрифицирован (электрификация постоянным током кончается на станции Шаховская).